# Gunnar Henningsmoen
Gunnar Henningsmoen, född 17 september 1919, död 23 april 1996, var en norsk paleontolog och geolog.
Henningsmoen var professor i paleontologi vid Paleontologisk museum i Oslo mellan åren 1967 till 1985 och studerade framförallt fossila trilobiter och musselkräftor.
Henningsmoen föddes i Kristiania (nuvarande Oslo) som son till översten Nils H. Henningsmoen. 1962 gifte han sig med Kari Egede Larssen.
Han tog studenten 1939 och erhöll en candidatus realium-examen från Universitetet i Oslo 1946. Under Andra världskriget levde han i exil några år i Sverige då Universitetet i Oslo var stängt. 1948 fick Henningsmoen en anställning som kurator vid Paleontologisk Museum i Oslo och blev 1956 befordrad till förstekurator. Han avslutade sin doktorsexamen 1957 med arbetet The Trilobite Family Olenidae. Han var generalsekreterare vid International Commission for Stratigraphy mellan åren 1960 till 1965, gästprofessor vid University of Kansas 1966 till 1967 och professor vid Universitetet i Oslo från 1967. 1977 gav han ut den populärvetenskapliga publikationen Trilobitter.
Han var medlem av Det Norske Videnskaps-Akademi från 1965 och var styrelsemedlem av Norges geologiske undersøkelse år 1970.